# Lautertal (Vogelsberg)
Lautertal (Vogelsberg) – miejscowość i gmina w Niemczech, w kraju związkowym Hesja, w rejencji Gießen, w powiecie Vogelsberg.